# Hlín Eiríksdóttir
Hlín Eiríksdóttir (12 juni 2001) is een voetbalspeelster uit IJsland. Ze speelt als middenvelder voor Leicester City WFC in de Super League.

## Clubcarrière
Eiríksdóttir maakte in 2015 voor Valur haar debuut in de Úrvalsdeild, het hoogste voetbalniveau van IJsland. Op 1 september 2015 speelde ze haar eerste wedstrijd door in de 64ste minuut in te vallen voor Berglind Rós Ágústdótrir in een 0-4 nederlaag tegen Þór/KA. Het bleef bij die ene invalbeurt dat seizoen. Op 10 augustus 2017 maakte Eiríksdóttir haar eerste doelpunt voor Valur in een wedstrijd tegen Breiðablik in een 2-0 thuisoverwinning op 10 augustus 2017.
In december 202 tekende Eiríksdóttir een contract bij het Zweedse Piteå IF, actief in de Damallsvenskan. Na twee seizoen nam ze afscheid van de club.
Op 30 januari 2025 maakte Eiríksdóttir voor een onbekend bedrag een transfer naar Leicester City WFC in de Super League.

## Statistieken
| Seizoen | Club               | Land     | Competitie     | Wedstrijden | Doelpunten |
| ------- | ------------------ | -------- | -------------- | ----------- | ---------- |
| 2015    | Valur              | IJsland  | Úrvalsdeild    | 1           | 0          |
| 2016    | Valur              | IJsland  | Úrvalsdeild    | 9           | 0          |
| 2017    | Valur              | IJsland  | Úrvalsdeild    | 18          | 3          |
| 2018    | Valur              | IJsland  | Úrvalsdeild    | 18          | 3          |
| 2019    | Valur              | IJsland  | Úrvalsdeild    | 18          | 16         |
| 2020    | Valur              | IJsland  | Úrvalsdeild    | 16          | 11         |
| 2021    | Piteå IF           | Zweden   | Damallsvenskan | 13          | 0          |
| 2022    | Piteå IF           | Zweden   | Damallsvenskan | 26          | 11         |
| 2023    | Kristianstads DFF  | Zweden   | Damallsvenskan | 26          | 1          |
| 2024    | Kristianstads DFF  | Zweden   | Damallsvenskan | 25          | 15         |
| 2024/25 | Leicester City WFC | Engeland | Super League   | 4           | 0          |
| Totaal  | Totaal             | Totaal   | Totaal         | 174         | 70         |

Laatste update: 1 april 2025

## Interlandcarrière
Eiríksdóttir maakte haar debuut voor het IJslandse nationale team in een vriendschappelijke wedstrijd tegen Noorwegen op 23 januari 2018. Ze maakte haar eerste interlanddoelpunt in een wedstrijd tegen Denemarken tijdens de Algarve Cup in 2018.